# Гуц Віктор Тимофійович
Віктор Тимофійович Гуц (1 січня 1936, село Чорнобай, тепер селище Золотоніського району Черкаської області — 1997, місто Київ) — український радянський діяч, міністр будівництва і експлуатації автомобільних шляхів Української РСР, голова Української державної корпорації по будівництву, ремонту та утриманню автомобільних доріг. Кандидат технічних наук.

## Біографія
Народився в родині бухгалтера. Дитинство та юність пройшли в містах Лубни, Луцьку, Львові та на Донбасі.
Закінчив будівельний факультет Львівського політехнічного інституту.
Член КПРС з 1965 року.
Після закінчення інституту працював виконавцем робіт (виконробом) дорожньо-будівельного району № 3 Гушосдору при Раді Міністрів Білоруської РСР, старшим інженером, начальником дільниці, головним інженером шляхових організацій у Білоруській РСР та Харківській області.
У 1969—1978 р. — начальник Харківського обласного управління будівництва і експлуатації автомобільних шляхів.
У 1978 — грудні 1983 р. — заступник міністра будівництва і експлуатації автомобільних шляхів Української РСР.
У грудні 1983 — квітні 1987 р. — 1-й заступник міністра будівництва і експлуатації автомобільних шляхів Української РСР.
29 квітня 1987 — 1990 р. — міністр будівництва і експлуатації автомобільних шляхів Української РСР.
У 1990 — 11 березня 1993 року — президент Українського державного концерну по будівництву, ремонту і утриманню автомобільних шляхів.
11 березня 1993 — 1 листопада 1994 р. — заступник міністра транспорту — директор департаменту автомобільних доріг Міністерства транспорту України.
У грудні 1994—1997 р. — голова Української державної корпорації по будівництву, ремонту та утриманню автомобільних доріг («Укравтодор»).
У 1995 році захистив докторську дисертацію на тему «Основні напрямки розвитку дорожнього господарства України в умовах переходу до ринкової економіки».